# Chiesa di San Francesco (Prato)
La chiesa di San Francesco, nella omonima piazza (XIII - XIV sec.), sorge nel nucleo più antico della Città di Prato ed è un importante luogo di culto cattolico e una delle prime chiese francescane al mondo, e insieme al suo grande convento, venne costruita sul terreno donato dal comune ai frati minori solo otto giorni dopo la canonizzazione del santo, nel 1228.

## Storia

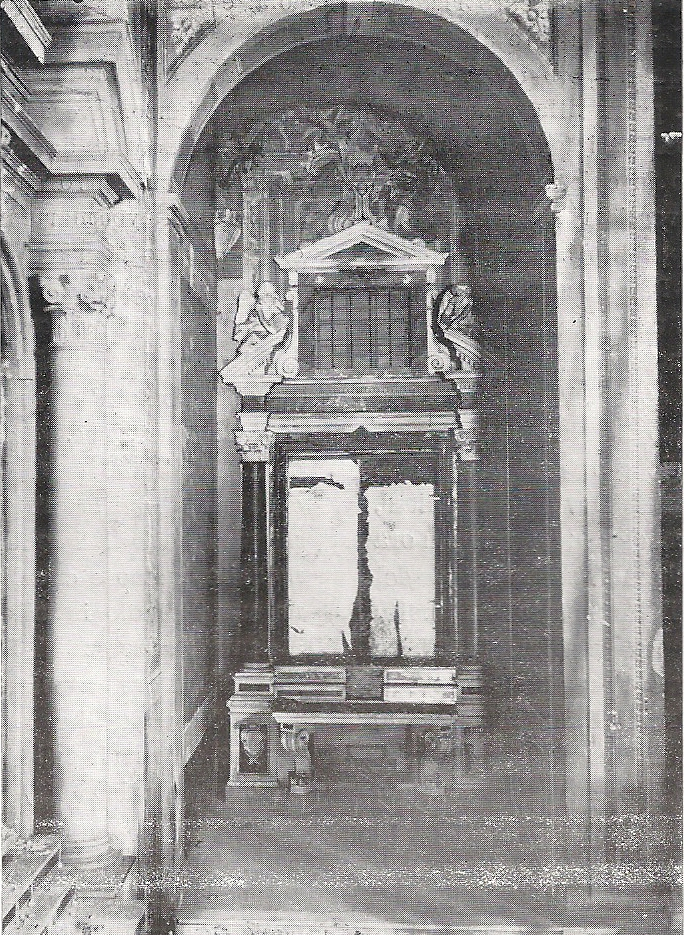
Cappella absidale di sinistra prima dei restauri (1902)

La chiesa di San Francesco a Prato è tra le prime chiese francescane al mondo. La sua costruzione venne cominciata il 24 luglio 1228 e si concluse intorno al 1280. La facciata venne edificata a più riprese a partire dalla fine del Duecento fino al completamento nel primo quarto del Quattrocento.
La chiesa fu consacrata nel mese di ottobre del 1285, successivamente fu riconsacrata il 15 gennaio 1508 da Giovanni da Prato vescovo dell'Aquila, giorno in cui tutt'oggi si celebra la ricorrenza della dedicazione.
Entro il 1330 furono realizzati, a ridosso dell'ampliamento delle mura cittadine, sacrestia, Capitolo, refettorio e dormitori, mentre nella prima metà del XV secolo si costruì il chiostro e i nuovi ambienti intorno ad esso.
Nel corso dei secoli seguenti chiesa e convento vennero più volte aggiornati, soprattutto nel Seicento. Nel 1793 ai padri di San Francesco fu affidata la cura della parrocchia di San Donato, qui trasferita dall'antica chiesa in piazza del Comune.
Il convento venne soppresso durante l'occupazione napoleonica, nel 1808, finché nel 1818 i Minori conventuali vennero sostituiti definitivamente dai Carmelitani scalzi, provenienti dal convento della chiesa di Santa Maria della Pietà.
Nel 1902-1904 furono condotti radicali restauri nella chiesa che comportarono l'eliminazione degli interventi post rinascimentali e il recupero dell'architettura medievale delle origini (su progetto di Ezio Cerpi).
Il Capitolo Provinciale dell'Ordine dei carmelitani scalzi, nell'aprile 1993, restituì la cura della parrocchia alla Diocesi di Prato, mentre nel Capitolo del 1999, in seguito alla ristrutturazione della Provincia Carmelitana, dovuta al diminuito numero di vocazioni, si decise di ritirare la comunità da San Francesco, cosa che avvenne il 12 settembre di quell'anno.

## Descrizione

### Esterno

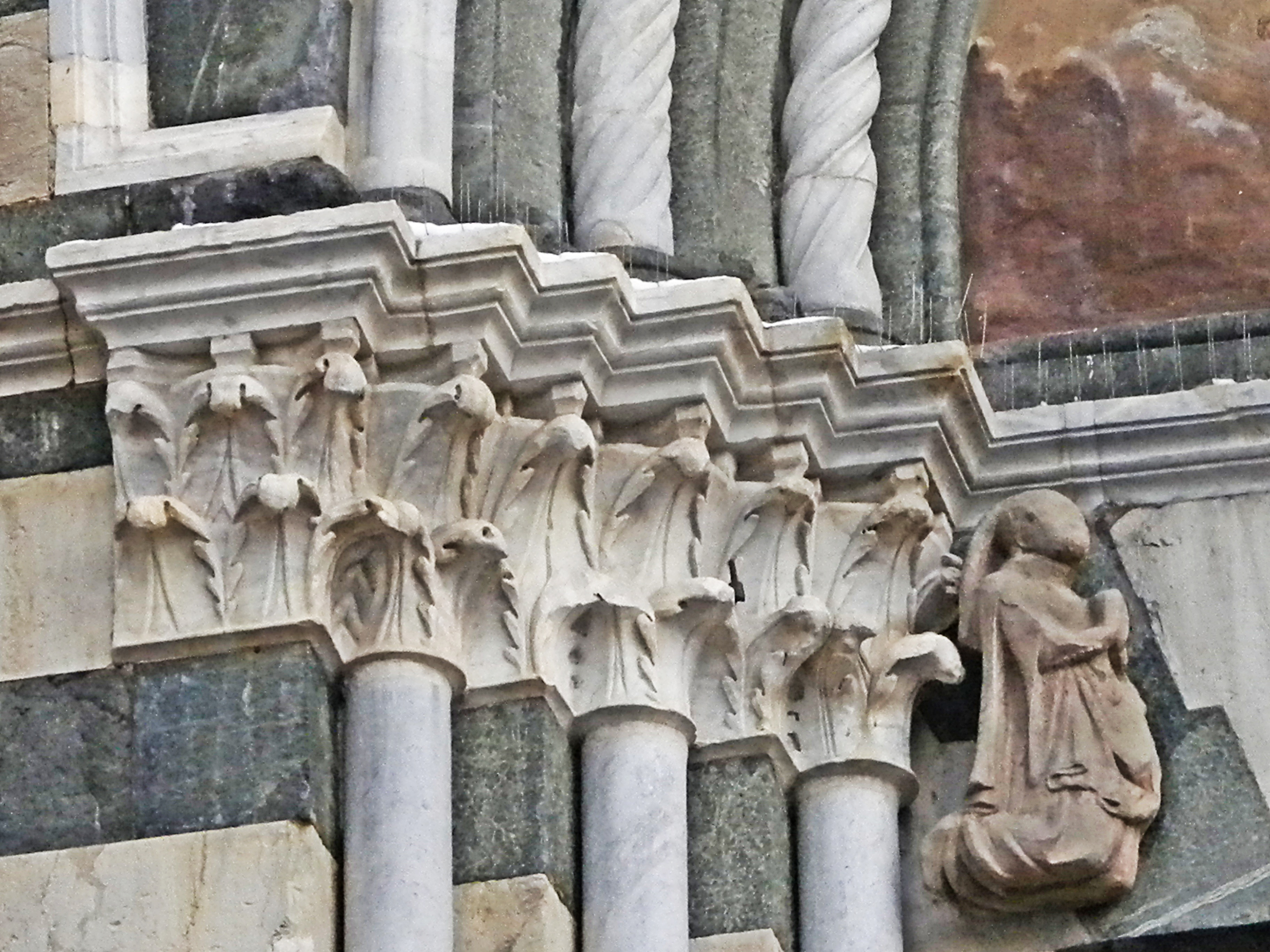
Particolare della strombatura nel portale maggiore

Quasi interamente in mattoni (primo edificio pubblico di Prato ad essere realizzato con questa tecnica, anziché in pietra), ha la facciata, in stile romanico - gotico, a fasce bicrome di pietra alberese e serpentino, aperta dall'elegante portale e conclusa dal timpano triangolare. L'originale architrave del portale, a conci bianchi e verdi, ha al centro uno stemma (in pietra dipinta) di Niccolò Torelli e sui lati due personaggi probabilmente di quella famiglia inginocchiati, scolpiti in arenaria. Sui capitelli, a forme acantiforme, si imposta la lunetta falcata, ornata da colonnine tortili e polilobate e sottolineata da una cornice a conci bianchi e verdi. All'interno della lunetta vi è un affresco dei primi del XIX secolo raffigurante l'Immacolata Concezione eseguito dal pratese Martino Benelli, la dove in antico si trovava una statua di San Francesco.
In asse col portale vi è l'occhio circolare (fino XVII secolo dotato di rosone in marmo bianco). Nel timpano è un'iscrizione («DEUS SUPER OMNIA») e al centro un occhio nel quale vi è un importante rilievo in stucco di notevole qualità, raffigurante Le stimmate di San Francesco. Il completamento della facciata, e nello specifico proprio l'altorilievo in stucco è stato attribuito a Donatello, verso il 1422.
Il fianco sinistro ha paramento in cotto, scandito da lesene, che prosegue nell'interessante esterno del transetto, nel quale la linea degli spioventi della cappella maggiore è proseguita dalla Cappella Regnadori, non prevista nel progetto originario e aggiunta nella prima metà del Trecento, che sporge dalla parete.
La zona absidale prospetta su un piccolo spazio con olivi, ricordo dell'antico oliveto nel quale sorse la chiesa e nel quale oggi è posta la scultura in bronzo "Tensione" (1962) di Salvatore Messina.
A destra della chiesa (guardando la facciata) si erge l'elegante campanile a torre realizzato dall'architetto pratese Antonio Benini (1799-1801) per sostituire il primo campanile a vela un tempo costruito sopra l'abside. L’attuale campanile ospita cinque campane fuse nel 1801 da Alessandro Tognozzi Moreni di Firenze, a eccezione della campana media che è di Giovanni Domenico Moreni del 1756 e della più piccola anch'essa del Moreni.

### Interno

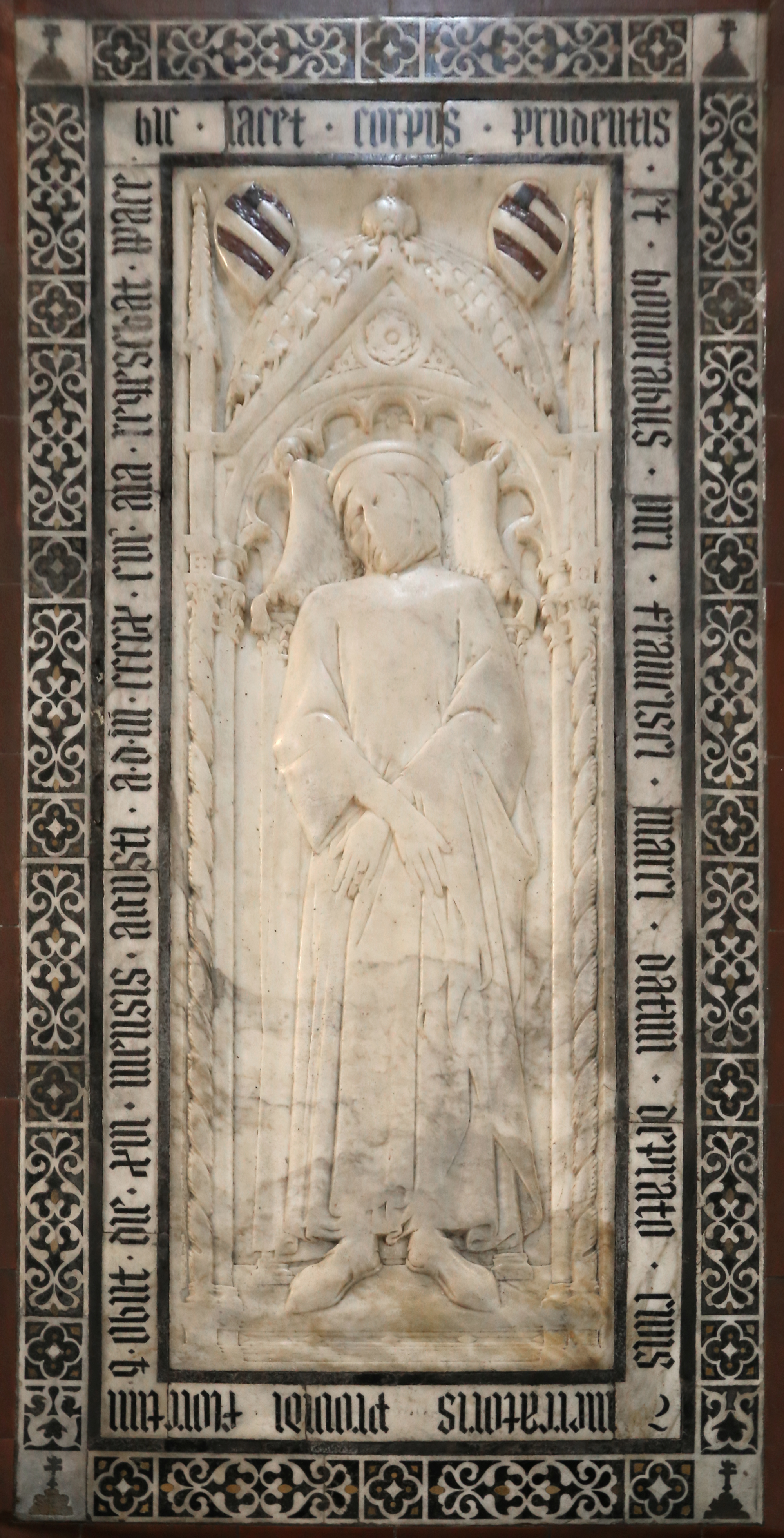
Lastra tombale di Francesco Datini (Niccolò di Piero Lamberti - 1411)

Il vasto interno conserva opere notevoli. Il raffinato monumento sepolcrale di Geminiano Inghirami (1460 circa), con l'austera figura marmorea distesa, attribuibile a Pasquino da Montepulciano (in uno stile vicino anche ad Antonio Rossellino).

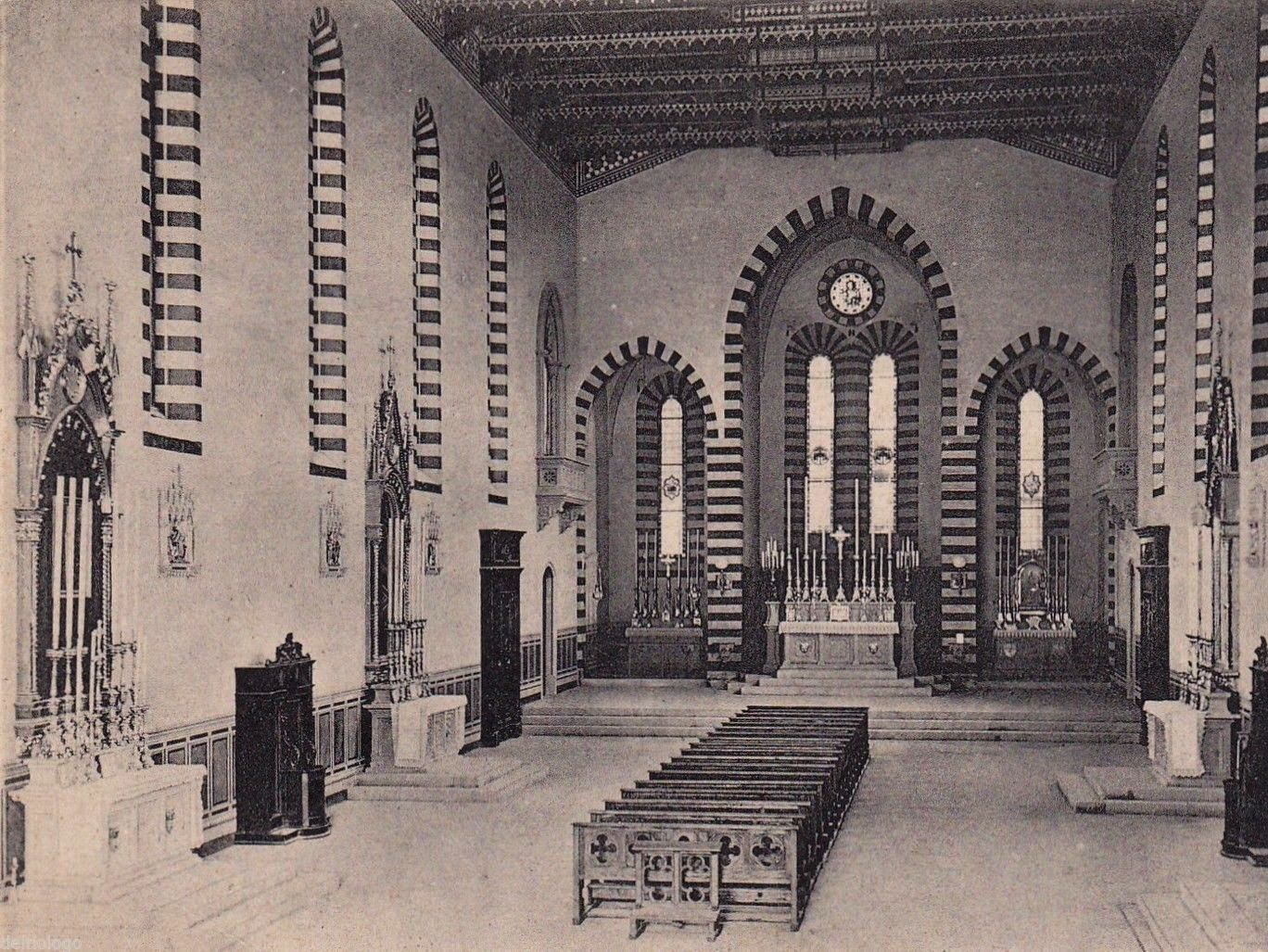
Interno della chiesa dopo i restauri (1904)

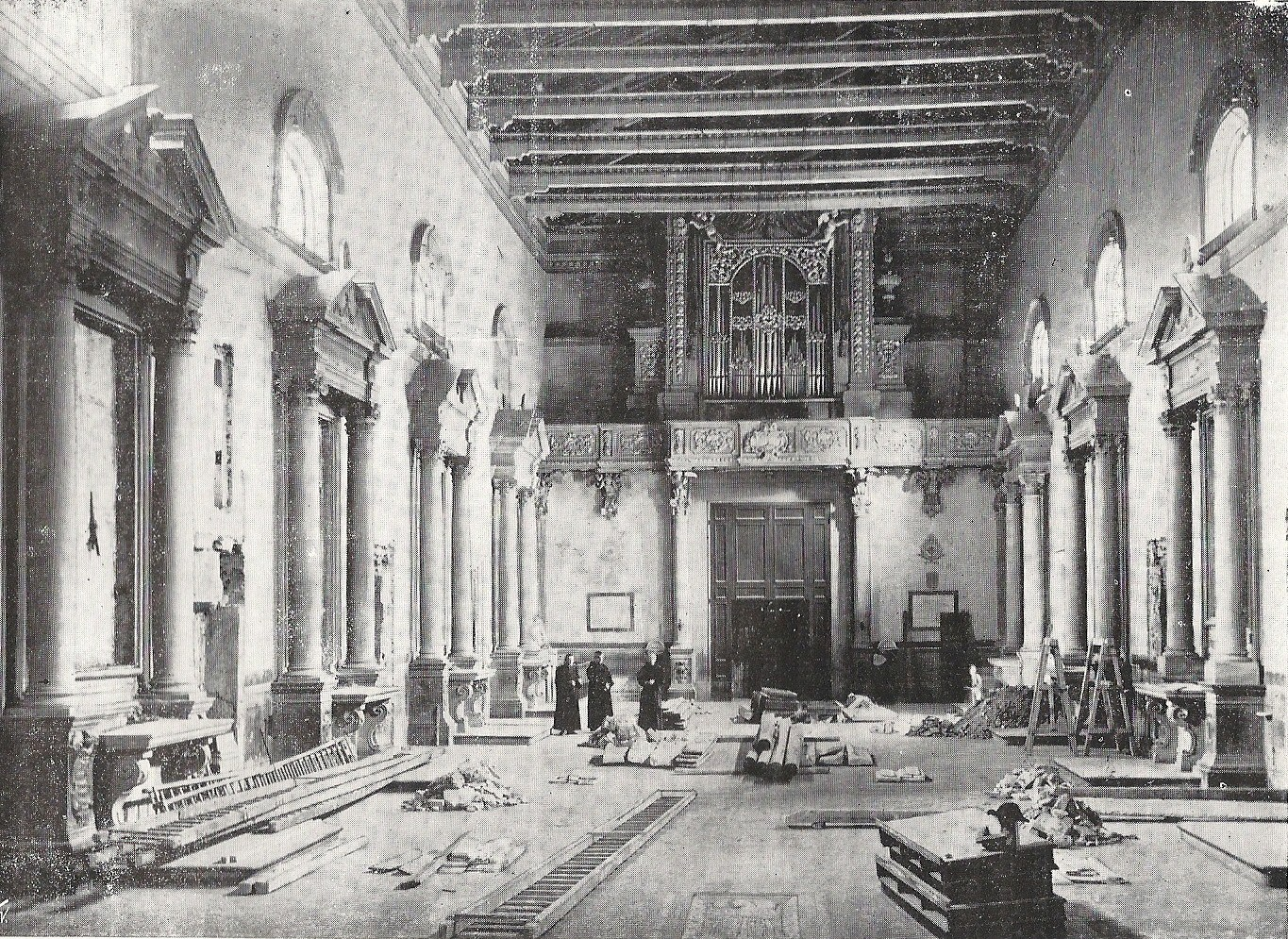
Interno della chiesa all'inizio dei lavori (1902)

Sulla stessa parete nei pressi del presbiterio vi è il bel ciborio della prima metà del Quattrocento, attribuito a Maso di Bartolomeo.
Il pulpito rinascimentale in pietra serena ricorda la predicazione avvenuta proprio in San Francesco di san Bernardino da Siena nel 1424. Non è un caso infatti che proprio in San Francesco si conservi la preziosa tavola quattrocentesca col Monogramma di Cristo, portata a Prato da san Bernardino, esposta sull'altare della cappella Ceffini.
Sopra l'altar maggiore è posto un Crocifisso trecentesco in legno policromato, di drammatica espressività, donato dal mercante Francesco Datini, che volle essere sepolto davanti all'altare: nella sua raffinata lastra tombale in marmo bianco (Niccolò di Pietro Lamberti, 1411-12) lo raffigura in un elaborato tabernacolo gotico.
Due importanti opere di Ludovico Cardi, detto il Cigoli raffiguranti San Francesco e una Circoncisione, entrambe degli anni novanta del Cinquecento, sono adesso al Museo dell'Ermitage di San Pietroburgo.

#### Cappella Regnadori
Dalla porta sottostante la cantoria, sulla sinistra del presbiterio, si accede alla Cappella Regnadori (o del Santissimo Sacramento), sporgente dal fianco esterno della chiesa.
Realizzata nella prima metà del Trecento, è coperta da due crociere con costoloni; la parete a sinistra dell'ingresso è ornata da un'incorniciatura in pietra serena tardorinascimentale, con arcone su pilastri scanalati, la quale dava accesso ad un'altra cappella coeva (di padronato Spighi) demolita nel 1903. La parete di fronte all'ingresso conserva tracce di affreschi secenteschi; e sul semipilastro che la divide in due è scolpito lo stemma trecentesco della famiglia Regnadori (dalla quale la cappella prende il suo nome). A destra sormontato da una monofora vi è l'altare neogotico mentre il ciborio è lo stesso che ornava un tempo l'altare maggiore. Di lato all'altare vi sono due nicchie con statue: a sinistra un Ecce Homo settecentesco in cera colorata, all'opposto un'Addolorata.
Sulla parete destra di questa cappella si trova la grande tela di Domenico Udine Nani Transverberazione di santa Teresa d'Avila (1821), mentre sulla parete di fronte all'altare è collocata la tavola cinquecentesca raffigurante l'Immacolata Concezione di  Sebastiano Vini. Al di sotto si conservano in un'urna seicentesca le ossa dei Santi martiri Vitale e Graziano.

#### Organo Ghilardi-Lorenzini
L'attuale organo della chiesa di San Francesco è il Ghilardi-Lorenzini realizzato nel 1979 secondo particolari tecniche artigianali e con una ricercata elaborazione esclusiva dei vari elementi che lo compongono.
Tutte le trasmissioni dello strumento sono interamente meccaniche. Per la catenacciatura del Grand'organo, del pedale e dei registri sono stati impiegati rulli di ferro ancorati ai supporti lignei con strangoli in ottone. Per l'Organo Eco fu invece adottata una meccanica a ventaglio le cui bascule sono costruite in legno di quercia.
I registri sono azionati da tiranti di quercia a sezione quadrata, con grossi pomelli in pauferro disposti in colonna ai lati delle tastiere. Queste ultime sono state costruite in legno di castagno ricoperte in bosso (per i tasti naturali) e in pauferro (per i tasti cromatici).
Per le spallette è stato impiegato legno di noce mentre la pedaliera è in rovere.
Il somiere di Grand'Organo è collocato in alto sopra la consolle, quello del positivo nel basamento dell'organo, dietro le tastiere, la basseria sul fondo della cassa.
Sono presenti due mantici a lanterna alimentati da un elettroventilatore. La pressione del vento è di 180 millimetri, in colonna d'acqua.
Il principale di 8', collocato quasi interamente in facciata, è stato realizzato in stagno mentre per tutte le altre canne è stata impiegata una lega al 20% di stagno.
Lo strumento è stato accordato secondo un temperamento inequabile a un quinto di comma del tipo:

#### Sacrestia
Dalla porta sottostante la cantoria di destra rispetto al presbiterio si accede alla sacrestia. Questa sala, ampia e con copertura lunettata è stata completamente riaffrescata all'inizio dell'Ottocento da Martino Benelli coprendo decorazioni più antiche. Al centro della volta vi è un dipinto raffigurante la Madonna col Bambino Gesù tra i santi Teresa e Giovanni della Croce. Di epoche diverse è invece l'importante bancone ligneo decorato ad intarsio che occupa il centro della sacrestia. Il mobile consiste in un primo nucleo secentesco e un secondo settecentesco ed è stato riassemblato come lo si vede oggi nell'Ottocento. La sacrestia ospita inoltre la lipsanoteca, ovvero un armadio che custodisce le reliquie di santi e beati a partire dal primo secolo dopo cristo. Di notevole rilievo sono anche i reliquiari stessi, opere di straordinaria bellezza e valore artistico realizzati a partire dal XV secolo.

### Il chiostro

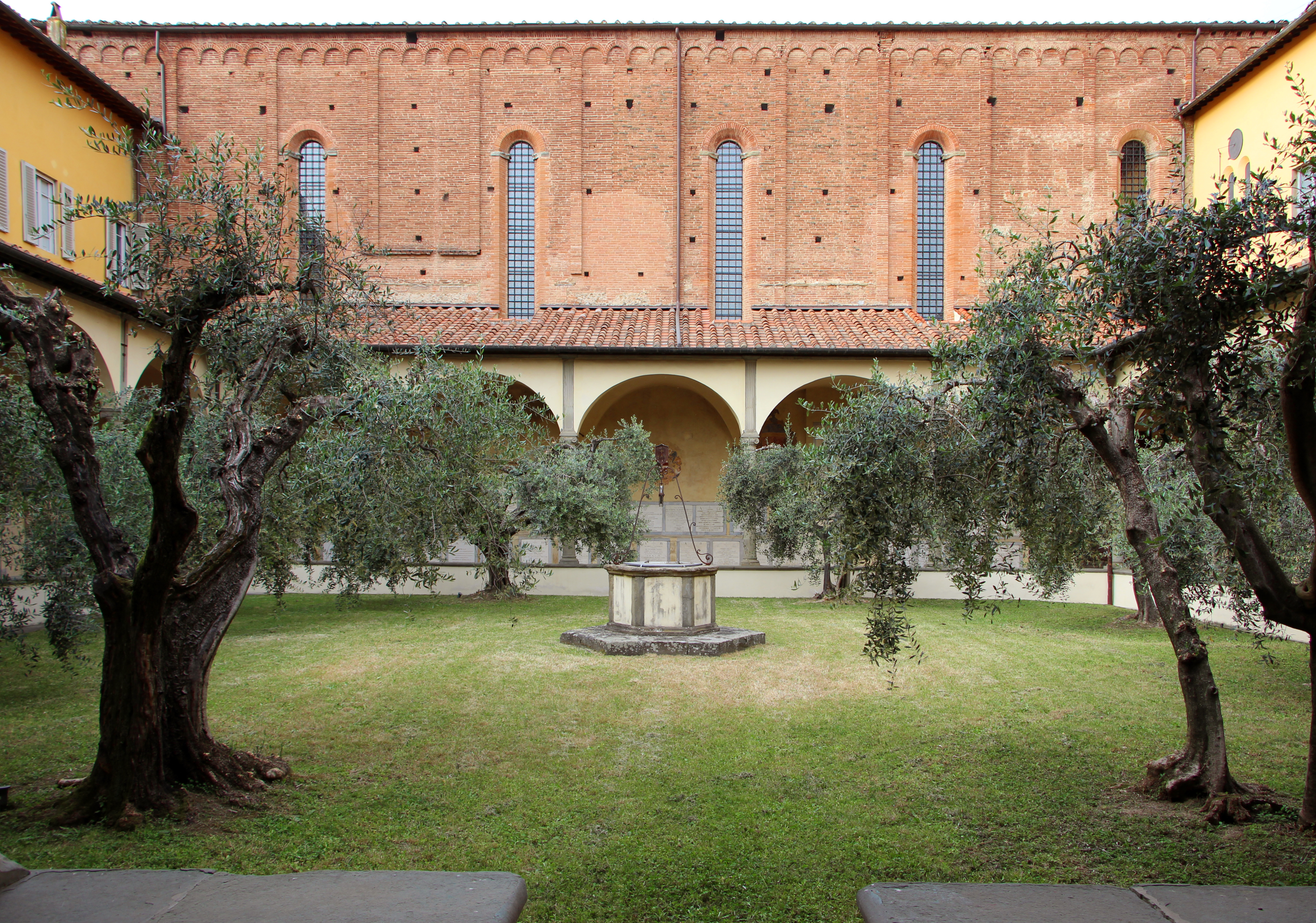
Chiostro

Dalla sacrestia si accede all'arioso del chiostro, che costituisce la prima architettura pienamente rinascimentale nel territorio Pratese, progettato da artisti di cultura michelozziana, per volere del Ceppo di Francesco Datini tra il 1438 e il 1440 sotto la direzione - e probabilmente su progetto - di Domenico di Pino, di origine pratese; e del fiorentino Antonio del Nero Bartolini.
Colonne, lesene, peducci e stemmi angolari vennero lavorati da Andrea di Noferi, noto scalpellatore fiorentino. Quest'ultimo e Domenico di Pino avevano operato poco prima anche per il Chiostro degli Aranci nella Badia Fiorentina, molto simile a quello pratese come soluzioni stilistiche (benché nel chiostro di San Francesco sia stato realizzato solo l'ordine inferiore, il progetto originario prevedeva, come a Firenze, un secondo ordine loggiato). I restauri condotti nel 1942-43 (a cura di Adelio Colzi e Piero Sampaolesi) portarono al ripristino di buona parte dei pietrami (tra questi sette capitelli e sedici lesene).
Il chiostro, quadrangolare, ha lati formati da cinque ampie arcate (sei nel lato orientale) a sesto appena ribassato, sostenute da esili colonne ioniche in pietra serena che poggiano su una panchina. Le coperture a crociera si impostano sulle colonne e su peducci ionici con goccia a foglia d'acanto. All'esterno, sopra le colonne poggiano lesenette scanalate, che dovevano ricollegare il primo ordine con il superiore, mai costruito (il chiostro è coperto da un tetto spiovente). Lungo le pareti sono tutta una serie di lapidi sepolcrali e stemmi, dal XV al XIX secolo, con decorazioni ottocentesche. Il lato occidentale, a sinistra dell'ingresso dalla piazza, è stato assai rimaneggiato nel Novecento ma conserva tuttavia una lunetta archiacuta degli inizi del Quattrocento, attribuita a Giovanni di Tano Fei (Madonna col Bambino e, nella cornice Cristo benedicente, San Ludovico e San Francesco) che sormontava l'ingresso alla "Compagnia di San Girolamo" (o della Madonna della Pietà), fondata nel 1438.
Sulla parete è riportata una lastra tombale in marmo, molto consunta e illeggibile, del giureconsulto Niccolò Torelli, deceduto nel 1338 e sepolto ai piedi della porta maggiore, tra i più importanti benefattori nella costruzione della facciata. Lungo il lato settentrionale, di fianco alla chiesa, era la sepoltura di Geminiano Inghirami, ornata di affreschi, totalmente perduti, eseguiti da Filippo Lippi nel 1459; su questa parete restano alcuni monumenti funebri ottocenteschi, stemmi e iscrizioni, e altre due consunte lastre tombali in marmo bianco, con figure di frati o terziari francescani, datate 1430 e 1449, quest'ultima di notevole qualità nella resa nervosa del panneggio. Poco oltre è la lastra anteriore del monumento a Ludovico Aliotti, vescovo di Volterra, con putti, entro girali vegetali, che sorreggono stemmi e il pastorale, opera attribuita alla bottega di Niccolò Lamberti. Un tempo questo monumento si trovava all'interno della chiesa. Un'ampia nicchia centinata, all'estremità del lato orientale, è affrescata con una Madonna con Bambino in trono fra i Santi Pietro e Paolo da Lippo di Benivieni. Sotto l'affresco è la lapide di Giovacchino Carradori (1758-1818), noto fisico e naturalista pratese che si occupò di ricerche ed esperimenti in vari campi, pubblicando oltre 250 studi. Notevole è anche il Monumento funebre a Vincenzo Mazzoni opera dello scultore Stefano Ricci.
Nella prima parte del lato orientale le arcate del chiostro modificano la loro dimensione formando una campata più stretta, in modo da inquadrare perfettamente le tre aperture centinate dalla trecentesca Cappella Migliorati (o del Capitolo)

#### Cappella Migliorati (o Sala del Capitolo)

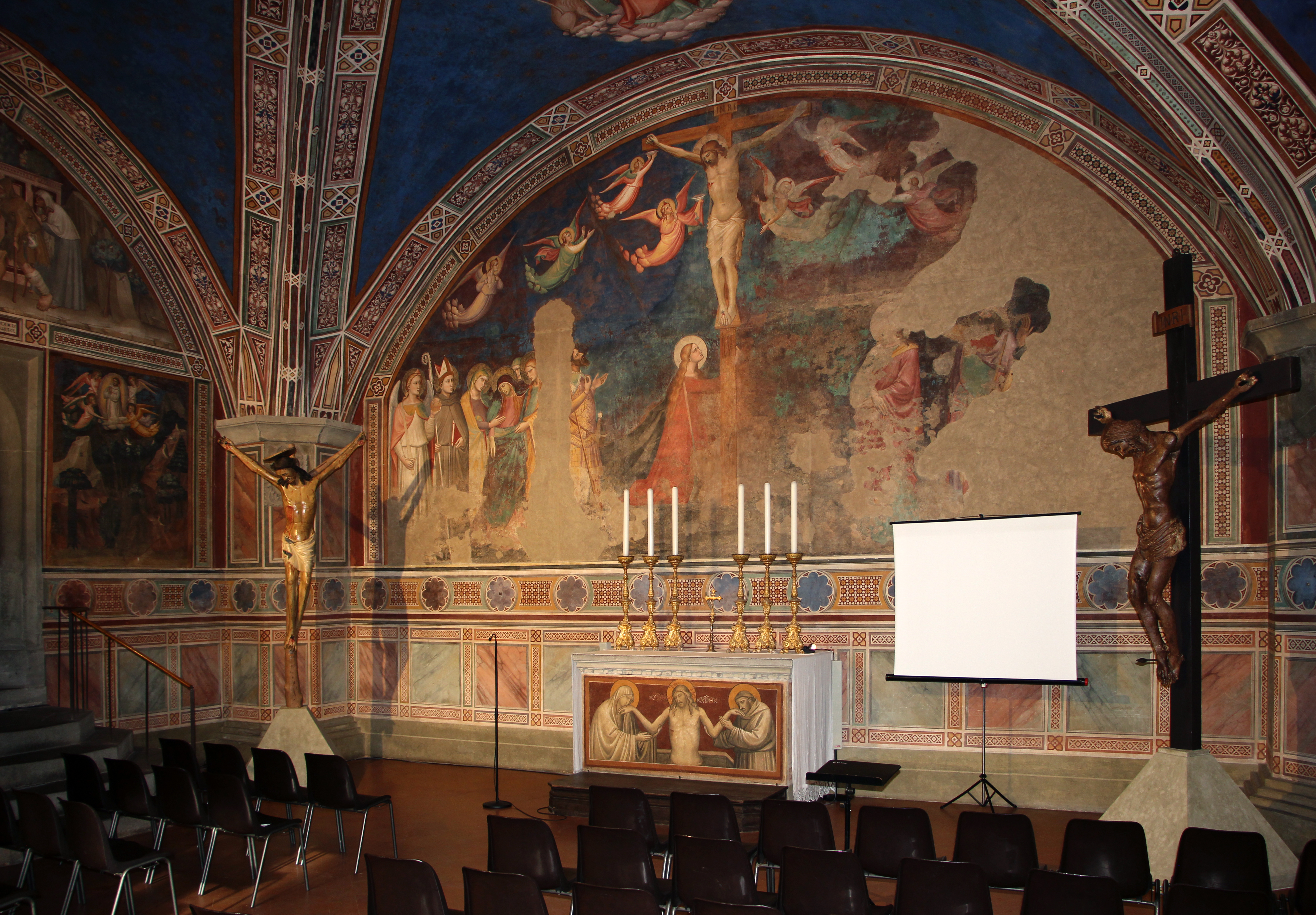
La cappella Migliorati (Sala del Capitolo)

La cappella, a pianta quasi quadrata, è coperta da una bella volta a crociera con costoloni, impostata su pilastri angolari;  su questo ambiente fu fondato il campanile a torre, terminato nel 1801, che occupò l'angolo nord-ovest della cappella distruggendo alcune scene che la decoravano. L'ambiente infatti era stato interamente decorato per volontà della famiglia Migliorati (della quale restano gli stemmi nei pilastri angolari) dal fiorentino Niccolò Gerini  fra il 1395 e il 1400.
La volta è decorata nei quattro spicchi dalle imponenti figure dei quattro evangelisti, con vesti dai bei panneggi e di vivace cromatismo, risaltanti sul fondo azzurro a stelle d'oro.
La scena più grandiosa e solenne del ciclo, purtroppo la più rovinata, occupa la vasta lunetta della parete orientale, di fronte all'ingresso, e raffigura la Crocifissione, o più precisamente una meditazione sul dramma della Passione alla quale partecipano vari santi.

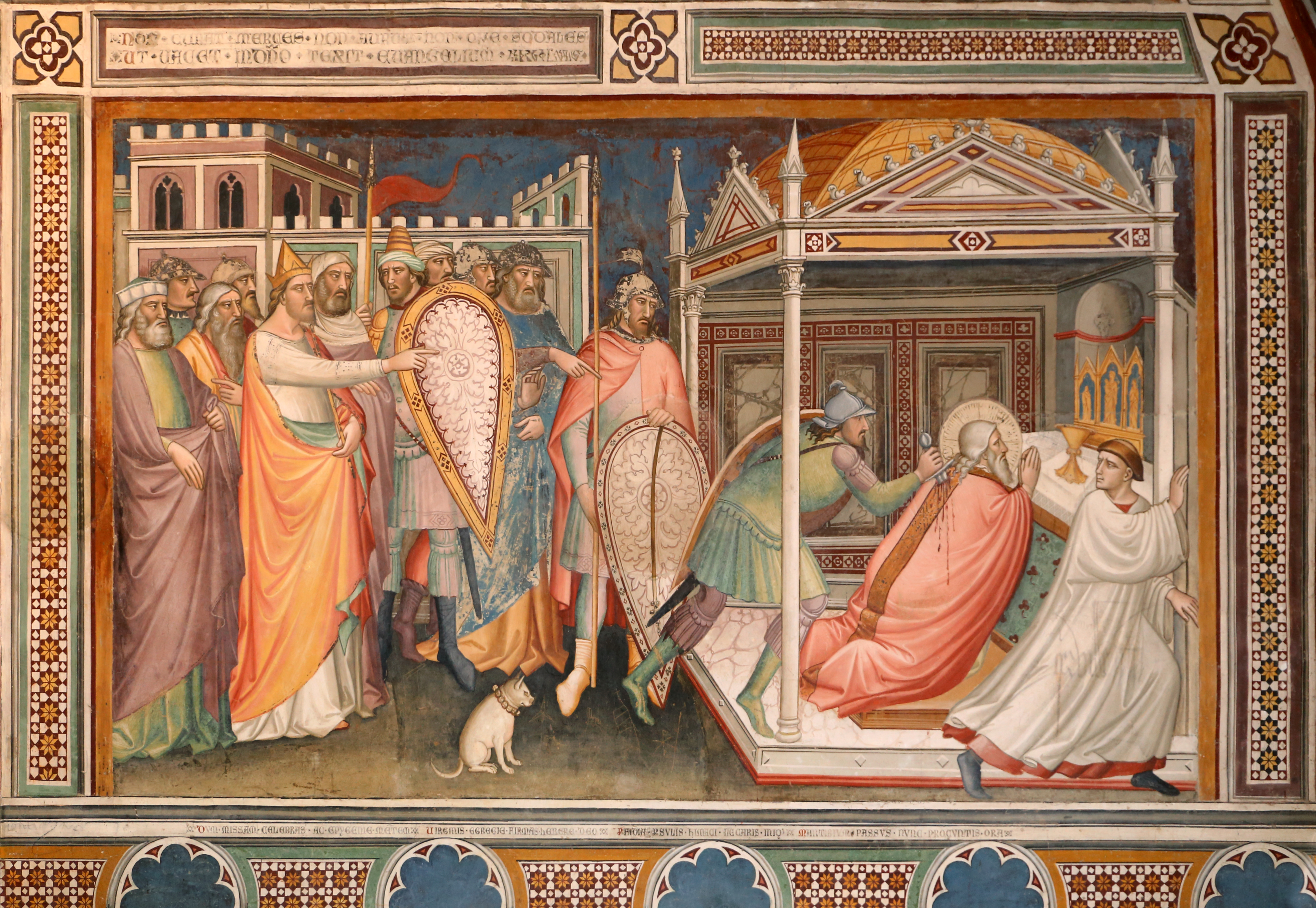
Storie di San Matteo (Irto fa uccidere San Matteo)

Al centro, isolato, è il monumentale, pacato Crocifisso ai cui piedi la composta Maddalena sembra sostenere la Croce.
L'altare in muratura è ornato da un affresco a monocromo con Cristo in pietà tra la Vergine e San Francesco.
Sulla parete destra sono le storie di San Matteo, su due registri, narrate con cura analitica ed equilibrio, indulgendo ad effetti di eleganza e preziosità che non raggiungono la maestosità della Crocifissione.
Sulla parete sinistra, tagliata dal campanile, sono dipinte le storie di Sant'Antonio abate.
La parete di ingresso, infine, ha nella lunetta finte nicchie coi santi Chiara d'Assisi, Caterina d'Alessandria e, al centro, Giovanni Battista, ai piedi del quale è l'iscrizione con la firma dell'artista (« NICCHOLO DI PIERO GIERINI DIPINTORE FIORENTINO PINSE QUI CON SUO COLORE » ), mentre a destra sono Bartolomeo e Antonio di Padova.